# Eisschnelllauf-Weltcup 1993/94
Der Eisschnelllauf-Weltcup 1993/94 wurde für Frauen und Männer an neun Weltcupstationen in sechs Ländern ausgetragen. Die Saison begann am 26. November 1993 und endete am 20. März 1994. Hier wurden von Frauen Strecken zwischen 500 und 5.000 und von den Männern zwischen 500 und 10.000 Meter gelaufen.
Siehe auch: Liste der Gesamtweltcupsieger im Eisschnelllauf

## Wettbewerbe

### Frauen

#### Weltcup-Übersicht
| Datum                                                                                           | Ort                                      | Disziplin          | Sieger            | Zweiter             | Dritter                               |
| ----------------------------------------------------------------------------------------------- | ---------------------------------------- | ------------------ | ----------------- | ------------------- | ------------------------------------- |
| 26. Bis 28. Nov. 1993                                                                           | Berlin (Sportforum Hohenschönhausen)     | 500 m              | Bonnie Blair      | Yoo Seon-hee        | Monique Garbrecht                     |
| 26. Bis 28. Nov. 1993                                                                           | Berlin (Sportforum Hohenschönhausen)     | 1.000 m            | Bonnie Blair      | Shiho Kusunose      | Monique Garbrecht                     |
| 26. Bis 28. Nov. 1993                                                                           | Berlin (Sportforum Hohenschönhausen)     | 1.500 m            | Gunda Niemann     | Emese Hunyady       | Swetlana Fedotkina                    |
| 26. Bis 28. Nov. 1993                                                                           | Berlin (Sportforum Hohenschönhausen)     | 3.000 m            | Gunda Niemann     | Swetlana Baschanowa | Carla Zijlstra                        |
| 4. Bis 6. Dez. 1993                                                                             | Hamar (Vikingskipet)                     | 500 m              | Yoo Seon-hee      | Bonnie Blair        | Yang Chunyuan                         |
| 4. Bis 6. Dez. 1993                                                                             | Hamar (Vikingskipet)                     | 1.000 m            | Bonnie Blair      | Swetlana Fedotkina  | Sabine Völker                         |
| 4. Bis 6. Dez. 1993                                                                             | Hamar (Vikingskipet)                     | 1.500 m            | Gunda Niemann     | Emese Hunyady       | Swetlana Baschanowa                   |
| 4. Bis 6. Dez. 1993                                                                             | Hamar (Vikingskipet)                     | 3.000 m            | Gunda Niemann     | Emese Hunyady       | Swetlana Baschanowa                   |
| 4. Bis 6. Dez. 1993                                                                             | Hamar (Vikingskipet)                     | 5.000 m            | Gunda Niemann     | Carla Zijlstra      | Elena Belci-Dal Farra                 |
| Mehrkampfeuropameisterschaft in Hamar (Vikingskipet), 7.–9. Januar 1994                         |                                          |                    |                   |                     |                                       |
| 14. Bis 16. Jan. 1994                                                                           | Davos (Eisstadion Davos)                 | 500 m              | Xue Ruihong       | Swetlana Schurowa   | Jin Hua Franziska Schenk Angela Hauck |
| 14. Bis 16. Jan. 1994                                                                           | Davos (Eisstadion Davos)                 | 1.000 m            | Angela Hauck      | Oxana Rawilowa      | Natalja Poloskowa-Koslowa             |
| 14. Bis 16. Jan. 1994                                                                           | Davos (Eisstadion Davos)                 | 1.500 m            | Gunda Niemann     | Swetlana Baschanowa | Ulrike Adeberg                        |
| 14. Bis 16. Jan. 1994                                                                           | Davos (Eisstadion Davos)                 | 3.000 m            | Gunda Niemann     | Swetlana Baschanowa | Claudia Pechstein                     |
| 21. Bis 22. Jan. 1994                                                                           | Milwaukee (Pettit National Ice Center)   | 500 m (21. Jan.)   | Bonnie Blair      | Yoo Seon-hee        | Catriona LeMay                        |
| 21. Bis 22. Jan. 1994                                                                           | Milwaukee (Pettit National Ice Center)   | 1.000 m (21. Jan.) | Bonnie Blair      | Angela Hauck        | Yoo Seon-hee                          |
| 21. Bis 22. Jan. 1994                                                                           | Milwaukee (Pettit National Ice Center)   | 500 m (22. Jan.)   | Bonnie Blair      | Yoo Seon-hee        | Kyoko Shimazaki                       |
| 21. Bis 22. Jan. 1994                                                                           | Milwaukee (Pettit National Ice Center)   | 1.000 m (22. Jan.) | Bonnie Blair      | Yoo Seon-hee        | Shiho Kusunose                        |
| 22. Bis 23. Jan. 1994                                                                           | Innsbruck (Olympia Eisstadion Innsbruck) | 1.500 m            | Emese Hunyady     | Annamarie Thomas    | Mihaela Dascălu                       |
| 22. Bis 23. Jan. 1994                                                                           | Innsbruck (Olympia Eisstadion Innsbruck) | 3.000 m            | Carla Zijlstra    | Hiromi Yamamoto     | Lyudmila Prokasheva                   |
| Sprintweltmeisterschaft in Calgary (Olympic Oval), 29.–30. Januar 1994                          |                                          |                    |                   |                     |                                       |
| Mehrkampfweltmeisterschaft in Butte (US High Mountain Altitude Sportcenter), 5.–6. Februar 1994 |                                          |                    |                   |                     |                                       |
| Olympische Winterspiele in Hamar (Vikingskipet), 12.–27. Februar 1994                           |                                          |                    |                   |                     |                                       |
| 12. Bis 13. Mär. 1994                                                                           | Inzell (Eisstadion Inzell)               | 500 m (12. Mär.)   | Bonnie Blair      | Franziska Schenk    | Susan Auch                            |
| 12. Bis 13. Mär. 1994                                                                           | Inzell (Eisstadion Inzell)               | 1.500 m (12. Dez.) | Emese Hunyady     | Lyudmila Prokasheva | Gunda Niemann                         |
| 12. Bis 13. Mär. 1994                                                                           | Inzell (Eisstadion Inzell)               | 500 m (13. Mär.)   | Monique Garbrecht | Franziska Schenk    | Bonnie Blair                          |
| 12. Bis 13. Mär. 1994                                                                           | Inzell (Eisstadion Inzell)               | 1.000 m (13. Mär.) | Bonnie Blair      | Monique Garbrecht   | Oxana Rawilowa                        |
| 12. Bis 13. Mär. 1994                                                                           | Inzell (Eisstadion Inzell)               | 3.000 m (13. Mär.) | Gunda Niemann     | Lyudmila Prokasheva | Swetlana Baschanowa                   |
| 19. Bis 20. Mär. 1994                                                                           | Heerenveen (Thialf)                      | 500 m (19. Mär.)   | Bonnie Blair      | Monique Garbrecht   | Franziska Schenk                      |
| 19. Bis 20. Mär. 1994                                                                           | Heerenveen (Thialf)                      | 3.000 m (19. Mär.) | Gunda Niemann     | Lyudmila Prokasheva | Emese Hunyady                         |
| 19. Bis 20. Mär. 1994                                                                           | Heerenveen (Thialf)                      | 1.000 m            | Bonnie Blair      | Monique Garbrecht   | Anke Baier                            |
| 19. Bis 20. Mär. 1994                                                                           | Heerenveen (Thialf)                      | 500 m (20. Mär.)   | Bonnie Blair      | Monique Garbrecht   | Shiho Kusunose Yoo Seon-hee           |
| 19. Bis 20. Mär. 1994                                                                           | Heerenveen (Thialf)                      | 1.500 m (20. Mär.) | Emese Hunyady     | Gunda Niemann       | Swetlana Baschanowa                   |
| 19. Bis 20. Mär. 1994                                                                           | Heerenveen (Thialf)                      | 5.000 m (20. Mär.) | Gunda Niemann     | Carla Zijlstra      | Elena Belci-Dal Farra                 |

#### 500 Meter
(Endstand: Nach 9 Rennen)
| Rang | Name                          | Land               | Punkte |
| ---- | ----------------------------- | ------------------ | ------ |
| 1    | Bonnie Blair                  | Vereinigte Staaten | 172    |
| 2    | Yoo Seon-hee                  | Südkorea           | 140    |
| 3    | Monique Garbrecht             | Deutschland        | 133    |
| 4    | Franziska Schenk              | Deutschland        | 129    |
| 5    | Susan Auch                    | Kanada             | 111    |
| 6    | Angela Hauck Anke Baier       | Deutschland        | 99     |
| 8    | Edel Therese Høiseth          | Norwegen           | 88     |
| 9    | Oxana Rawilowa Catriona LeMay | Russland Kanada    | 85     |
|      |                               |                    |        |
| 13   | Sabine Völker                 | Deutschland        | 63     |

#### 1.000 Meter
(Endstand: Nach 7 Rennen)
| Rang | Name                 | Land        | Punkte |
| ---- | -------------------- | ----------- | ------ |
| 1    | Monique Garbrecht    | Deutschland | 120    |
| 2    | Angela Hauck         | Deutschland | 113    |
| 3    | Yoo Seon-hee         | Südkorea    | 97     |
| 4    | Franziska Schenk     | Deutschland | 86     |
| 5    | Shiho Kusunose       | Japan       | 84     |
| 6    | Anke Baier           | Deutschland | 77     |
| 7    | Seiko Hashimoto      | Japan       | 73     |
| 8    | Oxana Rawilowa       | Russland    | 69     |
| 9    | Edel Therese Høiseth | Norwegen    | 67     |
| 10   | Mihaela Dascălu      | Rumänien    | 55     |
|      |                      |             |        |
| 14   | Sabine Völker        | Deutschland | 36     |

#### 1.500 Meter
(Endstand: Nach 6 Rennen)
| Rang | Name                | Land               | Punkte |
| ---- | ------------------- | ------------------ | ------ |
| 1    | Emese Hunyady       | Österreich         | 119    |
| 2    | Gunda Niemann       | Deutschland        | 117    |
| 3    | Swetlana Baschanowa | Russland           | 96     |
| 4    | Annamarie Thomas    | Niederlande        | 75     |
| 5    | Bonnie Blair        | Vereinigte Staaten | 68     |
| 6    | Swetlana Fedotkina  | Russland           | 65     |
| 7    | Lyudmila Prokasheva | Kasachstan         | 64     |
| 8    | Mihaela Dascălu     | Rumänien           | 61     |
| 9    | Anke Baier          | Deutschland        | 50     |
| 10   | Hiromi Yamamoto     | Japan              | 43     |
|      |                     |                    |        |
| 11   | Ulrike Adeberg      | Deutschland        | 42     |
| 13   | Sabine Völker       | Deutschland        | 41     |
| 15   | Emese Antal         | Österreich         | 37     |
| 20   | Martina Krüger      | Deutschland        | 23     |
| 25   | Anni Friesinger     | Deutschland        | 14     |

#### 3.000/5.000 Meter
(Endstand: Nach 8 Rennen)
| Rang | Name                  | Land        | Punkte |
| ---- | --------------------- | ----------- | ------ |
| 1    | Gunda Niemann         | Deutschland | 150    |
| 2    | Swetlana Baschanowa   | Russland    | 118    |
| 3    | Carla Zijlstra        | Niederlande | 117    |
| 4    | Lyudmila Prokasheva   | Kasachstan  | 108    |
| 5    | Elena Belci-Dal Farra | Italien     | 105    |
| 6    | Annamarie Thomas      | Niederlande | 85     |
| 7    | Anni Friesinger       | Deutschland | 84     |
| 8    | Emese Hunyady         | Österreich  | 78     |
| 9    | Heike Warnicke        | Deutschland | 64     |
| 10   | Hiromi Yamamoto       | Japan       | 51     |
|      |                       |             |        |
| 14   | Ulrike Adeberg        | Deutschland | 40     |
| 16   | Claudia Pechstein     | Deutschland | 35     |
| 18   | Emese Antal           | Österreich  | 32     |
| 20   | Martina Krüger        | Deutschland | 26     |
| 25   | Stefanie Teeuwen      | Deutschland | 16     |

### Männer

#### Weltcup-Übersicht
| Datum                                                                              | Ort                                      | Disziplin           | Sieger              | Zweiter             | Dritter             |
| ---------------------------------------------------------------------------------- | ---------------------------------------- | ------------------- | ------------------- | ------------------- | ------------------- |
| 26. Bis 28. Nov. 1993                                                              | Berlin (Sportforum Hohenschönhausen)     | 1.000 m             | Dan Jansen          | Igor Schelesowski   | Peter Adeberg       |
| 26. Bis 28. Nov. 1993                                                              | Berlin (Sportforum Hohenschönhausen)     | 1.500 m             | Ådne Søndrål        | Falko Zandstra      | Arjan Schreuder     |
| 26. Bis 28. Nov. 1993                                                              | Berlin (Sportforum Hohenschönhausen)     | 5.000 m             | Rintje Ritsma       | Johann Olav Koss    | Falko Zandstra      |
| 26. Bis 28. Nov. 1993                                                              | Berlin (Sportforum Hohenschönhausen)     | 500 m               | Hiroyasu Shimizu    | Dan Jansen          | Manabu Horii        |
| 26. Bis 28. Nov. 1993                                                              | Berlin (Sportforum Hohenschönhausen)     | 500 m               | Dan Jansen          | Hiroyasu Shimizu    | Alexander Golubew   |
| 4. Bis 6. Dez. 1993                                                                | Hamar (Vikingskipet)                     | 1.000 m             | Dan Jansen          | Sergei Klewtschenja | Kim Yoon-man        |
| 4. Bis 6. Dez. 1993                                                                | Hamar (Vikingskipet)                     | 1.500 m             | Johann Olav Koss    | Arjan Schreuder     | Rintje Ritsma       |
| 4. Bis 6. Dez. 1993                                                                | Hamar (Vikingskipet)                     | 5.000 m             | Johann Olav Koss    | Rintje Ritsma       | Falko Zandstra      |
| 4. Bis 6. Dez. 1993                                                                | Hamar (Vikingskipet)                     | 10.000 m            | Johann Olav Koss    | Rintje Ritsma       | Kjell Storelid      |
| 4. Bis 6. Dez. 1993                                                                | Hamar (Vikingskipet)                     | 500 m               | Dan Jansen          | Alexander Golubew   | Roger Strøm         |
| 4. Bis 6. Dez. 1993                                                                | Hamar (Vikingskipet)                     | 500 m               | Dan Jansen          | Manabu Horii        | Kim Yoon-man        |
| Mehrkampfeuropameisterschaft in Hamar (Vikingskipet), 7.–9. Januar 1994            |                                          |                     |                     |                     |                     |
| 14. Bis 16. Jan. 1994                                                              | Davos (Eisstadion Davos)                 | 1.000 m             | Sergei Klewtschenja | Ådne Søndrål        | Igor Schelesowski   |
| 14. Bis 16. Jan. 1994                                                              | Davos (Eisstadion Davos)                 | 1.500 m             | Falko Zandstra      | Jeroen Straathof    | Ådne Søndrål        |
| 14. Bis 16. Jan. 1994                                                              | Davos (Eisstadion Davos)                 | 5.000 m             | Rintje Ritsma       | Falko Zandstra      | Kjell Storelid      |
| 14. Bis 16. Jan. 1994                                                              | Davos (Eisstadion Davos)                 | 500 m               | Sergei Klewtschenja | Liu Hongbo          | Alexander Golubew   |
| 14. Bis 16. Jan. 1994                                                              | Davos (Eisstadion Davos)                 | 500 m               | Sergei Klewtschenja | Grunde Njøs         | Liu Hongbo          |
| 21. Bis 22. Jan. 1994                                                              | Milwaukee (Pettit National Ice Center)   | 500 m (21. Jan.)    | Dan Jansen          | Yasunori Miyabe     | Kim Yoon-man        |
| 21. Bis 22. Jan. 1994                                                              | Milwaukee (Pettit National Ice Center)   | 1.000 m (21. Jan.)  | Kevin Scott         | Dan Jansen          | Yukinori Miyabe     |
| 21. Bis 22. Jan. 1994                                                              | Milwaukee (Pettit National Ice Center)   | 500 m (22. Jan.)    | Yasunori Miyabe     | Manabu Horii        | Dan Jansen          |
| 21. Bis 22. Jan. 1994                                                              | Milwaukee (Pettit National Ice Center)   | 1.000 m (22. Jan.)  | Dan Jansen          | Yukinori Miyabe     | Manabu Horii        |
| 22. Bis 23. Jan. 1994                                                              | Innsbruck (Olympia Eisstadion Innsbruck) | 1.500 m             | Ådne Søndrål        | Falko Zandstra      | Rintje Ritsma       |
| 22. Bis 23. Jan. 1994                                                              | Innsbruck (Olympia Eisstadion Innsbruck) | 5.000 m             | Falko Zandstra      | Jaromir Radke       | Bart Veldkamp       |
| Sprintweltmeisterschaft in Calgary (Olympic Oval), 29.–30. Januar 1994             |                                          |                     |                     |                     |                     |
| Olympische Winterspiele in Hamar (Vikingskipet), 12.–27. Februar 1994              |                                          |                     |                     |                     |                     |
| Mehrkampfweltmeisterschaft in Göteborg (Ruddalens Idrottsplats), 12.–13. März 1994 |                                          |                     |                     |                     |                     |
| 19. Bis 20. Mär. 1994                                                              | Heerenveen (Thialf)                      | 500 m (19. Mär.)    | Manabu Horii        | Dan Jansen          | Yasunori Miyabe     |
| 19. Bis 20. Mär. 1994                                                              | Heerenveen (Thialf)                      | 5.000 m (19. Mär.)  | Johann Olav Koss    | Bart Veldkamp       | Kjell Storelid      |
| 19. Bis 20. Mär. 1994                                                              | Heerenveen (Thialf)                      | 1.000 m             | Dan Jansen          | Igor Schelesowski   | Sergei Klewtschenja |
| 19. Bis 20. Mär. 1994                                                              | Heerenveen (Thialf)                      | 1.500 m (20. Mär.)  | Jeroen Straathof    | Rintje Ritsma       | Ådne Søndrål        |
| 19. Bis 20. Mär. 1994                                                              | Heerenveen (Thialf)                      | 500 m (20. Mär.)    | Manabu Horii        | Dan Jansen          | Alexander Golubew   |
| 19. Bis 20. Mär. 1994                                                              | Heerenveen (Thialf)                      | 10.000 m (20. Mär.) | Kjell Storelid      | Johann Olav Koss    | Bart Veldkamp       |

#### 500 Meter
(Endstand: Nach 10 Rennen)
| Rang | Name                | Land               | Punkte |
| ---- | ------------------- | ------------------ | ------ |
| 1    | Dan Jansen          | Vereinigte Staaten | 186    |
| 2    | Manabu Horii        | Japan              | 168    |
| 3    | Sergei Klewtschenja | Russland           | 149    |
| 4    | Alexander Golubew   | Russland           | 143    |
| 5    | Yasunori Miyabe     | Japan              | 138    |
| 6    | Roger Strøm         | Norwegen           | 125    |
| 7    | Kim Yoon-man        | Südkorea           | 95     |
| 8    | Gerard van Velde    | Niederlande        | 76     |
| 9    | Sylvain Bouchard    | Kanada             | 75     |
| 10   | Grunde Njøs         | Norwegen           | 73     |
|      |                     |                    |        |
| 18   | Lars Funke          | Deutschland        | 51     |
| 23   | Roland Brunner      | Österreich         | 37     |
| 24   | Jörg Wichmann       | Deutschland        | 34     |

#### 1.000 Meter
(Endstand: Nach 6 Rennen)
| Rang | Name                | Land               | Punkte |
| ---- | ------------------- | ------------------ | ------ |
| 1    | Dan Jansen          | Vereinigte Staaten | 122    |
| 2    | Sergei Klewtschenja | Russland           | 82     |
| 3    | Igor Schelesowski   | Belarus            | 80     |
| 4    | Peter Adeberg       | Deutschland        | 75     |
| 5    | Sylvain Bouchard    | Kanada             | 73     |
| 6    | Manabu Horii        | Japan              | 65     |
| 7    | Kevin Scott         | Kanada             | 63     |
| 8    | Yukinori Miyabe     | Japan              | 60     |
| 9    | Roland Brunner      | Österreich         | 59     |
| 10   | Pat Kelly           | Kanada             | 55     |
|      |                     |                    |        |
| 19   | Lars Funke          | Deutschland        | 29     |
| 29   | Jörg Wichmann       | Deutschland        | 10     |

#### 1.500 Meter
(Endstand: Nach 5 Rennen)
| Rang | Name               | Land        | Punkte |
| ---- | ------------------ | ----------- | ------ |
| 1    | Falko Zandstra     | Niederlande | 92     |
| 2    | Rintje Ritsma      | Niederlande | 88     |
| 3    | Ådne Søndrål       | Norwegen    | 87     |
| 4    | Jeroen Straathof   | Niederlande | 83     |
| 5    | Arjan Schreuder    | Niederlande | 81     |
| 6    | Peter Adeberg      | Deutschland | 56     |
| 7    | Olaf Zinke         | Deutschland | 51     |
| 8    | Johann Olav Koss   | Norwegen    | 47     |
| 9    | Jurij Sjulga       | Ukraine     | 43     |
| 10   | Thomas Kumm        | Deutschland | 35     |
|      |                    |             |        |
| 11   | Michael Hadschieff | Österreich  | 32     |
| 16   | Michael Spielmann  | Deutschland | 27     |
| 17   | Roland Brunner     | Österreich  | 25     |
| 20   | Markus Tröger      | Deutschland | 16     |

#### 5.000/10.000 Meter
(Endstand: Nach 7 Rennen)
| Rang | Name                            | Land        | Punkte |
| ---- | ------------------------------- | ----------- | ------ |
| 1    | Johann Olav Koss                | Norwegen    | 135    |
| 2    | Rintje Ritsma                   | Niederlande | 128    |
| 3    | Kjell Storelid                  | Norwegen    | 114    |
| 4    | Bart Veldkamp                   | Niederlande | 113    |
| 5    | Jaromir Radke                   | Polen       | 106    |
| 6    | Falko Zandstra                  | Niederlande | 102    |
| 7    | Frank Dittrich                  | Deutschland | 82     |
| 8    | Atle Vårvik                     | Norwegen    | 70     |
| 9    | Jewgeni Sanarow                 | Kasachstan  | 59     |
| 10   | Toshihiko Itokawa Kazuhiro Satō | Japan       | 44     |
|      |                                 |             |        |
| 13   | Markus Tröger                   | Deutschland | 40     |
| 15   | Alexander Baumgärtel            | Deutschland | 30     |
| 16   | René Taubenrauch                | Deutschland | 29     |
| 17   | Christian Eminger               | Österreich  | 28     |
| 19   | Thomas Kumm                     | Deutschland | 27     |
| 20   | Michael Hadschieff              | Österreich  | 21     |

## Gesamt
- Platz: Gibt die Reihenfolge der Athleten wieder. Diese wird durch die Anzahl der Weltcupsiege bestimmt. Bei gleicher Anzahl werden die 2. Platzierungen verglichen, danach die 3. Platzierungen
- Name: Nennt den Namen des Athleten
- Land: Nennt das Land, für das der Athlet startete
- Siege: Nennt die Anzahl der Weltcupsiege
- 2. Plätze: Nennt die Anzahl der errungenen 2. Plätze
- 3. Plätze: Nennt die Anzahl der errungenen 3. Plätze
- Gesamt: Nennt die Anzahl aller gewonnenen Medaillen

### Top Ten
- Die Top Ten zeigt die zehn erfolgreichsten Sportler/-innen des Eisschnelllauf-Weltcups 1993/94

| Platz | Name                | Land               | Siege | 2. Plätze | 3. Plätze | Gesamt |
| ----- | ------------------- | ------------------ | ----- | --------- | --------- | ------ |
| 1.    | Bonnie Blair        | Vereinigte Staaten | 12    | 1         | 1         | 14     |
| 2.    | Gunda Niemann       | Deutschland        | 10    | 1         | 1         | 12     |
| 3.    | Dan Jansen          | Vereinigte Staaten | 8     | 4         | 1         | 13     |
| 4.    | Johann Olav Koss    | Norwegen           | 4     | 2         | 0         | 6      |
| 5.    | Emese Hunyady       | Österreich         | 3     | 3         | 1         | 7      |
| 6.    | Sergei Klewtschenja | Russland           | 3     | 1         | 1         | 5      |
| 7.    | Falko Zandstra      | Niederlande        | 2     | 3         | 2         | 7      |
| 7.    | Rintje Ritsma       | Niederlande        | 2     | 3         | 2         | 7      |
| 9.    | Manabu Horii        | Japan              | 2     | 2         | 2         | 6      |
| 10.   | Ådne Søndrål        | Norwegen           | 2     | 1         | 2         | 5      |

### Frauen
| Platz | Name                      | Land                | Siege | 2. Plätze | 3. Plätze | Gesamt |
| ----- | ------------------------- | ------------------- | ----- | --------- | --------- | ------ |
| 1.    | Bonnie Blair              | Vereinigte Staaten  | 12    | 1         | 1         | 14     |
| 2.    | Gunda Niemann             | Deutschland         | 10    | 1         | 1         | 12     |
| 3.    | Emese Hunyady             | Österreich          | 3     | 3         | 1         | 7      |
| 4.    | Monique Garbrecht         | Deutschland         | 1     | 4         | 2         | 7      |
| 4.    | Yoo Seon-hee              | Südkorea            | 1     | 4         | 2         | 7      |
| 6.    | Carla Zijlstra            | Niederlande         | 1     | 2         | 1         | 4      |
| 7.    | Angela Hauck              | Deutschland         | 1     | 1         | 1         | 3      |
| 8.    | Xue Ruihong               | Volksrepublik China | 1     | 0         | 0         | 1      |
| 9.    | Swetlana Baschanowa       | Russland            | 0     | 3         | 4         | 7      |
| 10.   | Lyudmila Prokasheva       | Kasachstan          | 0     | 3         | 1         | 4      |
| 11.   | Franziska Schenk          | Deutschland         | 0     | 2         | 2         | 4      |
| 12.   | Shiho Kusunose            | Japan               | 0     | 1         | 2         | 3      |
| 13.   | Oxana Rawilowa            | Russland            | 0     | 1         | 1         | 2      |
| 13.   | Swetlana Fedotkina        | Russland            | 0     | 1         | 1         | 2      |
| 15.   | Annamarie Thomas          | Niederlande         | 0     | 1         | 0         | 1      |
| 15.   | Hiromi Yamamoto           | Japan               | 0     | 1         | 0         | 1      |
| 15.   | Swetlana Schurowa         | Russland            | 0     | 1         | 0         | 1      |
| 18.   | Elena Belci-Dal Farra     | Italien             | 0     | 0         | 2         | 2      |
| 19.   | Anke Baier                | Deutschland         | 0     | 0         | 1         | 1      |
| 19.   | Catriona LeMay-Doan       | Kanada              | 0     | 0         | 1         | 1      |
| 19.   | Claudia Pechstein         | Deutschland         | 0     | 0         | 1         | 1      |
| 19.   | Jin Hua                   | Volksrepublik China | 0     | 0         | 1         | 1      |
| 19.   | Kyoko Shimazaki           | Japan               | 0     | 0         | 1         | 1      |
| 19.   | Mihaela Dascălu           | Rumänien            | 0     | 0         | 1         | 1      |
| 19.   | Natalja Poloskowa-Koslowa | Russland            | 0     | 0         | 1         | 1      |
| 19.   | Sabine Völker             | Deutschland         | 0     | 0         | 1         | 1      |
| 19.   | Susan Auch                | Kanada              | 0     | 0         | 1         | 1      |
| 19.   | Ulrike Adeberg            | Deutschland         | 0     | 0         | 1         | 1      |
| 19.   | Yang Chunyuan             | Volksrepublik China | 0     | 0         | 1         | 1      |

### Männer
| Platz | Name                | Land                | Siege | 2. Plätze | 3. Plätze | Gesamt |
| ----- | ------------------- | ------------------- | ----- | --------- | --------- | ------ |
| 1.    | Dan Jansen          | Vereinigte Staaten  | 8     | 4         | 1         | 13     |
| 2.    | Johann Olav Koss    | Norwegen            | 4     | 2         | 0         | 6      |
| 3.    | Sergei Klewtschenja | Russland            | 3     | 1         | 1         | 5      |
| 4.    | Falko Zandstra      | Niederlande         | 2     | 3         | 2         | 7      |
| 4.    | Rintje Ritsma       | Niederlande         | 2     | 3         | 2         | 7      |
| 6.    | Manabu Horii        | Japan               | 2     | 2         | 2         | 6      |
| 7.    | Ådne Søndrål        | Norwegen            | 2     | 1         | 2         | 5      |
| 8.    | Yasunori Miyabe     | Japan               | 1     | 1         | 1         | 3      |
| 9.    | Hiroyasu Shimizu    | Japan               | 1     | 1         | 0         | 2      |
| 9.    | Jeroen Straathof    | Niederlande         | 1     | 1         | 0         | 2      |
| 11.   | Kjell Storelid      | Norwegen            | 1     | 0         | 3         | 4      |
| 12.   | Kevin Scott         | Kanada              | 1     | 0         | 0         | 1      |
| 13.   | Igor Schelesowski   | Belarus             | 0     | 2         | 1         | 3      |
| 14.   | Alexander Golubew   | Russland            | 0     | 1         | 3         | 4      |
| 15.   | Bart Veldkamp       | Niederlande         | 0     | 1         | 2         | 3      |
| 16.   | Arjan Schreuder     | Niederlande         | 0     | 1         | 1         | 2      |
| 16.   | Liu Hongbo          | Volksrepublik China | 0     | 1         | 1         | 2      |
| 16.   | Yukinori Miyabe     | Japan               | 0     | 1         | 1         | 2      |
| 19.   | Grunde Njøs         | Norwegen            | 0     | 1         | 0         | 1      |
| 19.   | Jaromir Radke       | Polen               | 0     | 1         | 0         | 1      |
| 21.   | Kim Yoon-man        | Südkorea            | 0     | 0         | 3         | 3      |
| 22.   | Peter Adeberg       | Deutschland         | 0     | 0         | 1         | 1      |
| 22.   | Roger Strøm         | Norwegen            | 0     | 0         | 1         | 1      |

### Nationenwertung
- Die Nationenwertung zeigt die erfolgreichsten Nationen (Sportler/-innen) des Eisschnelllauf-Weltcups 1993/94

| Platz | Land                | Siege | 2. Plätze | 3. Plätze | Gesamt |
| ----- | ------------------- | ----- | --------- | --------- | ------ |
| 1.    | Vereinigte Staaten  | 20    | 5         | 2         | 27     |
| 2.    | Deutschland         | 12    | 8         | 11        | 31     |
| 3.    | Norwegen            | 7     | 4         | 6         | 17     |
| 4.    | Niederlande         | 6     | 12        | 8         | 26     |
| 5.    | Japan               | 4     | 7         | 7         | 18     |
| 6.    | Russland            | 3     | 8         | 11        | 22     |
| 7.    | Österreich          | 3     | 3         | 1         | 7      |
| 8.    | Südkorea            | 1     | 4         | 5         | 10     |
| 9.    | Volksrepublik China | 1     | 1         | 3         | 5      |
| 10.   | Kanada              | 1     | 0         | 2         | 3      |
| 11.   | Kasachstan          | 0     | 3         | 1         | 4      |
| 12.   | Belarus             | 0     | 2         | 1         | 3      |
| 13.   | Polen               | 0     | 1         | 0         | 1      |
| 14.   | Italien             | 0     | 0         | 2         | 2      |
| 15.   | Rumänien            | 0     | 0         | 1         | 1      |